# Société des sciences historiques et naturelles de l'Yonne
La Société des sciences historiques et naturelles de l'Yonne (abrégée SSHNY) est une société savante fondée en 1847.

## Activités
La SSHNY a pour but d'établir des liens et un centre commun d'étude et de travail entre toutes les personnes qui, dans l'Yonne, s'occupent des sciences, lettres et arts. Elle est reconnue d'utilité publique en 1861. Elle compte environ 700 membres et publie un bulletin annuel. La Société est dépositaire du legs de la poétesse auxerroise Marie Noël, dont elle occupe la maison qui est son siège social. La Société a de ce fait pour mission de faire connaître et de diffuser son œuvre.

## Histoire
La Société est fondée à Auxerre en 1847 par un groupe d’érudits dont l’archiviste Maximilien Quantin (1814-1891). Elle a pour ancêtre la Société des Lettres et Sciences d'Auxerre fondée sous l'Ancien Régime notamment par François Thomas Marie de Saint-Georges qui en fut le secrétaire perpétuel (1762), la Société d’Émulation d’Auxerre (1790-1792) et le Lycée de l’Yonne (an VIII-1802). Elle aurait pu bénéficier du titre prestigieux d’Académie si l’Académie royale des Sciences, Arts et Belles-Lettres d’Auxerre (1749-1777) n’avait pas été victime de soupçon de jansénisme. Son premier président est le baron Chaillou des Barres (1784-1857), ancien préfet de Napoléon. Ses membres ont rédigé l’Annuaire de l’Yonne (1837-1901), publication savante de la préfecture de l’Yonne, et le Livre du Centenaire de la Société des Sciences, publié en 1956 pour la période 1847-1947.

## Présidents
- baron Claude-Étienne Chaillou des Barres (1847-1858)
- Ambroise Challe (1858-1883)
- Gustave Cotteau (1883-1895)
- Ernest Petit (1895-1900)
- Alphonse Péron (1900-1908)
- Clément Georges Lemoine (1909-1921)
- Charles Porée (1921-1932)
- Antoine Klobukowski (1932-1935)
- Aimé Barrey (1935-1943)
- Léon Noël (1943-1956)
- Henri Forestier (1959-1966)
- René Durr (1966-1979)
- Jean-Pierre Rocher (1979-1999)
- Jean-Paul Desaive (1999-2014)
- Jean-Charles Guillaume (2014-2016)
- Alain Cattagni depuis 2016